# Ophyra aenescens
 (août 2011).
Si vous disposez d'ouvrages ou d'articles de référence ou si vous connaissez des sites web de qualité traitant du thème abordé ici, merci de compléter l'article en donnant les références utiles à sa vérifiabilité et en les liant à la section « Notes et références ».
Espèce
Ophyra aenescens est une espèce d'insectes diptères de la famille des Muscidae, probablement originaire d’Amérique du Nord.
Cette mouche serait présente dans la faune d’Europe depuis une soixantaine d’années. Elle appartient à la même famille que de nombreuses autres mouches communes parmi lesquelles la mouche domestique (Musca domestica) est la plus cosmopolite et la plus gênante dans les élevages.

## Biologie

### Cycle de développement
Comme tout diptère, elle passe au cours de son cycle de développement par des adultes mâles et femelles. L’accouplement est obligatoire pour que la descendance soit viable. Les œufs éclosent et donnent des larves (parfois appelées fifise) de trois stades successifs (larve 1, larve 2 et larve 3), alternant avec les mues larvaires. Chez toutes les mouches, les larves très actives sont des asticots. Les larves de troisième et dernier stade cessent de s’alimenter et se métamorphosent en pupes. Dans les pupes immobiles d’abord brun clair puis devenant progressivement brun foncé à noir se forment les mouches adultes qui émergent en découpant un orifice circulaire à une extrémité de la pupe en forme de tonnelet. Cette caractéristique classe Ophyra aenescens parmi les Cyccloraphes.
La durée du cycle est dépendante de la température ; elle est de l’ordre de 17 jours à la température constante de 22 °C. Dans la nature comme dans les élevages, de fortes variations de la durée de développement sont enregistrées. L’adulte peut constituer la forme de résistance hivernale et survivre ainsi jusqu’à plus de six mois.

### Longévité et fécondité des adultes femelles
Les auteurs estiment la longévité et la fertilité d’Ophyra aenescens en conditions expérimentales dans lesquelles varient les facteurs abiotiques (température, hygrométrie, alimentation…) et biotiques (isolement, surpopulation, présence ou non de proies potentielles…). Il en résulte une large fourchette d’estimations qui laisse penser qu’une femelle peut vivre plusieurs mois en été et pondre plusieurs fois de suite une centaine d’œufs pour atteindre une fertilité maximale de 500 à 600 œufs.

### Écologie
Cette espèce appartient à un ensemble de Diptères peu diversifié mais largement réparti dans les zones tempérées et subtropicales appartenant à deux genres principaux : Ophyra, représentés par une vingtaine d’espèces, et Hydrotea, regroupant une quinzaine d’espèces.
Ces mouches quoique ailées volent peu, fuient la pleine lumière et préfèrent les zones sombres et humides. Elle accomplissent leur développement larvaire essentiellement sur des cadavres de Vertébrés.
La nourriture des adultes reste mal connue mais l’adulte possède un appareil buccal de type lécheur-suceur indiquant une prise de nourriture liquide et filtrée permettant notamment l’ingestion de substances dissoutes et de microorganismes présents dans tous les milieux de vie. Les larves possèdent un appareil buccal de type broyeur dominé par une paire de puissantes mandibules portant des dents acérées qui servent à déchiqueter des particules et les larves d’autres mouches. Le cannibalisme serait possible en situation de forte compétition. Dans ce cas, les asticots nuisibles blessés ne sont pas pour autant ingérés, les larves d’Ophyra se bornant à aspirer une petite partie des liquides qui s’écoulent des blessures infligées. Toutefois, tout asticot attaqué ne survit pas. Il a été montré en conditions expérimentales qu’une larve d’Ophyra blesse et élimine ainsi  en moyenne 60 asticots nuisibles au cours de son développement.
Les larves d’Ophyra en l’absence d’autre alimentation attaquent les asticots des Diptères nuisibles dans les élevages. Elles créent avec les asticots nuisibles un système prédateur-proie tout comme existe le système emblématique de la lutte biologique coccinelle-puceron. Pour cette raison, Ophyra appartient à un petit ensemble de mouches dites improprement « tueuses » puisque ce sont les larves seules et non les adultes qui sont prédatrices.

## Application en agriculture
Elle est utilisée pour détruire les mouches nuisibles des élevages. À des fins d’utilisation en agriculture dans les filières de production animale, Ophyra aenescens est commercialisée sous la marque « X 60 » comme larvicide naturel, écologique et durable contre les mouches d’élevage. La solution de lutte X 60 a été inventée en 2003 par Jean-Pierre Nénon, professeur honoraire des universités et ancien directeur des laboratoires de zoologie et d’entomologie à l’université de Rennes 1 de 1980 à 2005. Cet entomologiste a travaillé en étroite collaboration avec Verminière de l’Ouest qui produit cet auxiliaire très utile à l'agriculture et aux élevages en particulier. Cette entreprise installée au cœur de la production animale en Bretagne est spécialisée dans la production d’insectes vivants depuis plus de quarante ans. De la rencontre du scientifique et de l’industriel est née la solution X 60 commercialisée depuis 2004.
La solution de lutte est basée sur la capacité prédatrice de la X 60 pouvant réguler les populations de mouches en les détruisant. Elle a été testée dans toutes les filières de la production animale : porcs, poules pondeuses, canards, lapins, chèvres, moutons, bovins et chevaux. Il résulte des essais scientifiques que la X 60 réduit considérablement voire totalement les populations des principales espèces de mouches et moucherons nuisibles dans les élevages.

## Autres noms
- Ophyra argentina (Bigot)
- Ophyra carbonaria (Shannon et DelPont)[1]